# Баден (Австрія)
Ба́ден (нім. Baden bei Wien — Баден біля Відня) — місто, окружний центр у федеральній землі Нижня Австрія, Австрія; бальнеотерапевтичний курорт. Розташоване місто за 26 км на південь від австрійської столиці Відня, з якою воно з'єднане лінією трамвая-поїзда (Badener Bahn).
У 2021 році місто стало частиною транснаціонального об'єкта Світової спадщини ЮНЕСКО під назвою «Великі курортні міста Європи» через його відомі лікувальні джерела та архітектурне свідчення міжнародної курортної культури 18-го та 19-го століть.

## Географія
Баден розташований у гирлі долини Святої Єлени мальовничої річки Швехат (Гелененталь), частині гірського масиву — Віденського лісу (Віндервальд). Свою назву воно отримало від 14 гарячих джерел, температура яких коливається від 22 до 36 °C (72–97 °F), у яких містяться мінеральні солі, включаючи карбонат кальцію, хлорид кальцію та сульфат магнію. Більшість із яких бере початок біля підніжжя гори Кальварі (Кальварієнберг; 1070 футів або 326 м) у північно-центральній частині міста. Ці джерела спричинені стоком із Північних вапнякових Альп і тектонічних тріщин у Віденському басейні.
Найвищою точкою в цьому районі є Залізні ворота (Eisernes Tor або Hoher Lindkogel), заввишки 861 метрів, на яку можна піднятися приблизно за три години.
Навколо Бадена розкинулися більше ніж 120 виноградників.
Місто складається із семи кадастрових громад (нім. Katastralgemeinden): Баден, Брайтен, Гамінгергоф, Леєсдорф, Мітерберг, Раугенштайн і Вайкерсдорф.
| Клімат Бадена         | Клімат Бадена | Клімат Бадена | Клімат Бадена | Клімат Бадена | Клімат Бадена | Клімат Бадена | Клімат Бадена | Клімат Бадена | Клімат Бадена | Клімат Бадена | Клімат Бадена | Клімат Бадена | Клімат Бадена |
| Показник              | Січ.          | Лют.          | Бер.          | Квіт.         | Трав.         | Черв.         | Лип.          | Серп.         | Вер.          | Жовт.         | Лист.         | Груд.         |               |
| Середній максимум, °C | 3             | 6             | 10            | 15            | 21            | 23            | 26            | 25            | 21            | 15            | 8             | 4             |               |
| Середній мінімум, °C  | −3            | −2            | 2             | 5             | 10            | 13            | 15            | 15            | 11            | 6             | 2             | −1            |               |
| Норма опадів, мм      | 35            | 34            | 49            | 55            | 62            | 70            | 67            | 60            | 57            | 42            | 52            | 41            |               |
| --------------------- | ------------- | ------------- | ------------- | ------------- | ------------- | ------------- | ------------- | ------------- | ------------- | ------------- | ------------- | ------------- | ------------- |
| Джерело: ZAMG         |               |               |               |               |               |               |               |               |               |               |               |               |               |

## Історія
Теплі мінеральні джерела в районі Бадена були відомі ще за часів Римської імперії. За правління імператора Клавдія поселення поруч з джерелами мало назву Лазні (Aquae). Однак, у документі 869 року воно вже згадується як Падун (Padun). Статус та права міста воно отримало в 1480 році. Угорська королева Беатриса Арагонська відвідала місто в 1488 році для лікування безпліддя в його цілющих джерелах.

## Населення
Після різкого збільшення кількості населення між 1869 і 1910 роками число жителів залишається стабільним. Втрати під час Другої світової війни були поступово відновлені. З 1991 року, незначне зростання чисельності населення відбувається внаслідок імміграції (+ 8,8 %), тоді як кількість пологів зменшується (-4,4 %).

## Особистості

### Народилися
- Томас Ванек (нар. 1984) — австрійський хокеїст, нападник.
- Ервін Гоффер — австрійський футболіст, нападник клубу «Карлсруе СК».
- Карл Ландштайнер (1868—1943) — австрійський лікар, імунолог, хімік, інфекціоніст; першим відкрив існування сумісності різних типів крові за групами, резус-фактор крові (1940); Нобелівський лауреат в галузі фізіології або медицини (1930 рік).
- Макс Райнгардт (1873—1943) — австрійський і німецький режисер, актор і театральний діяч.
- Марія Іммакулата Австрійська (1878—1968) — ерцгерцогиня Австрійська з династії Габсбургів, принцеса Богемії, Угорщини та Тоскани.
- Йозеф Франк (1885—1967) — австрійський і шведський архітектор.
- Маріанна Гайніш (1839—1936) — австрійська громадська діячка, феміністка, суфражистка, засновниця і лідер австрійського жіночого руху.

### Працювали в Бадені
- Вольфганг Амадей Моцарт (1756—1791) — композитор віденського класицизму.
- Вільгельм Маланюк (1906—1965) — австрійський адвокат українського походження.

## Галерея

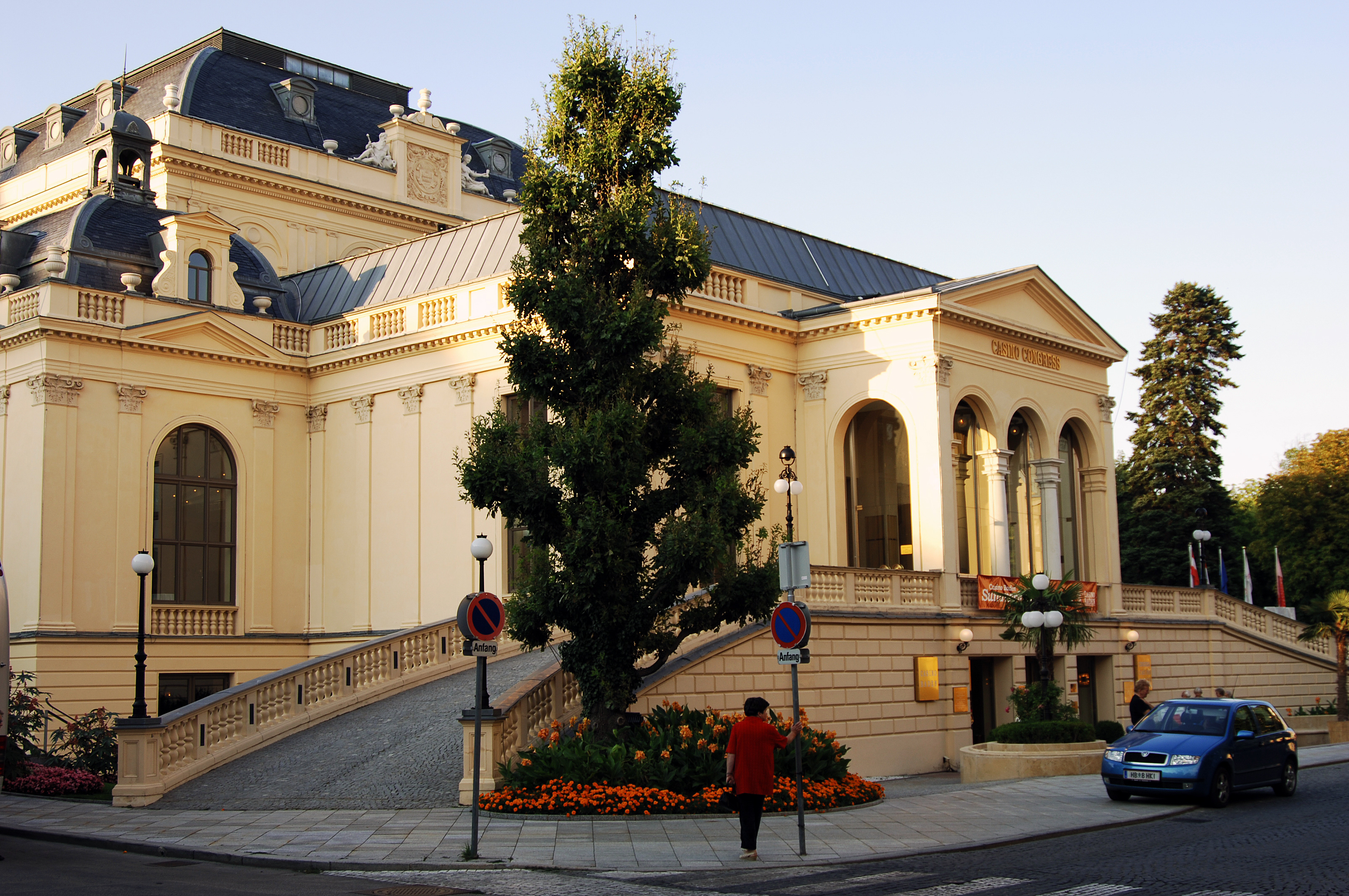
Казино[10]. 2005 р.
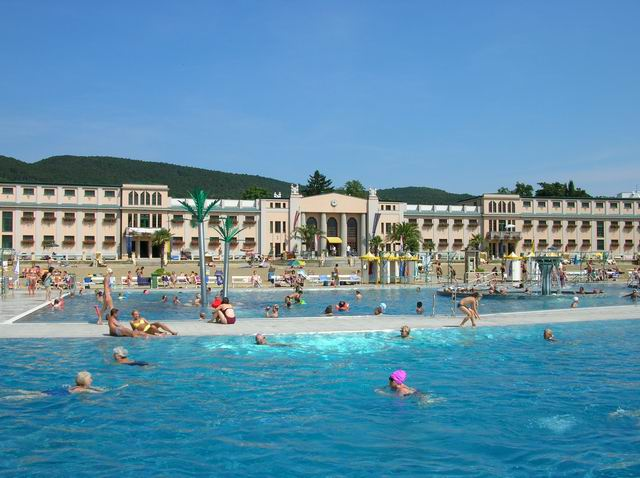
Муніципальний термальний басейн. 2008 р.
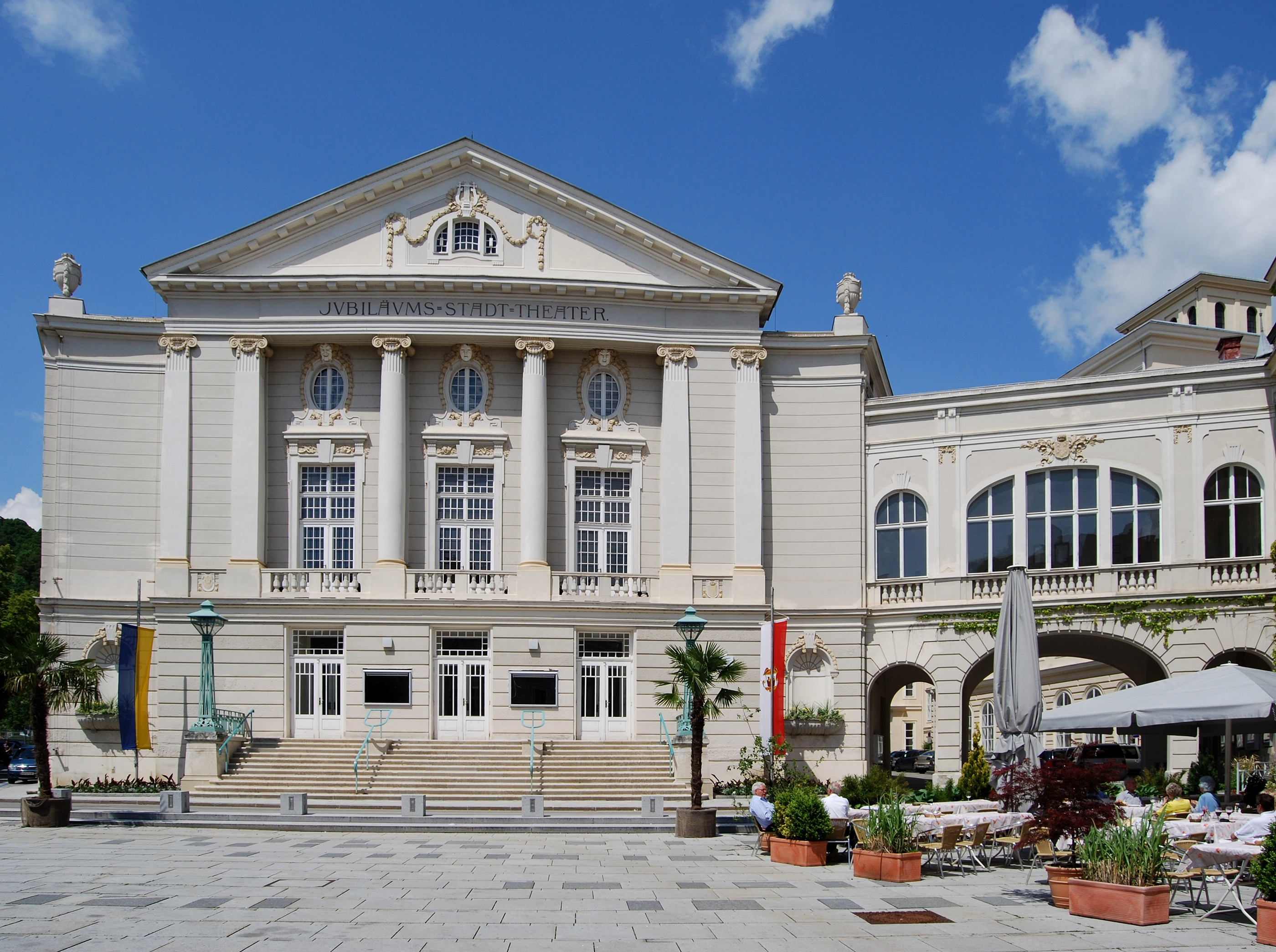
Театр.[de] 2010 р.
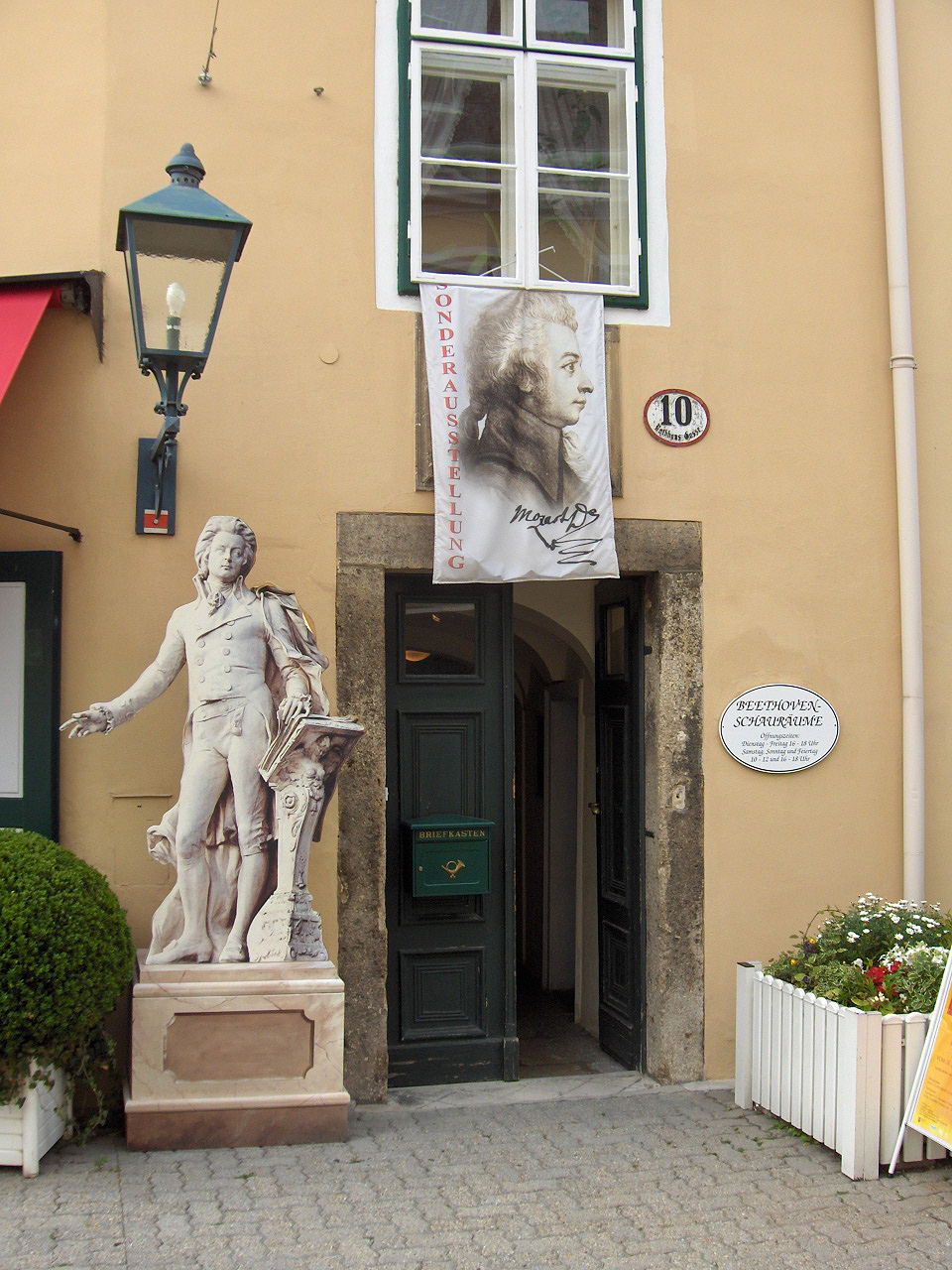
Будинок Бетховена на вул. Ратушевій 10
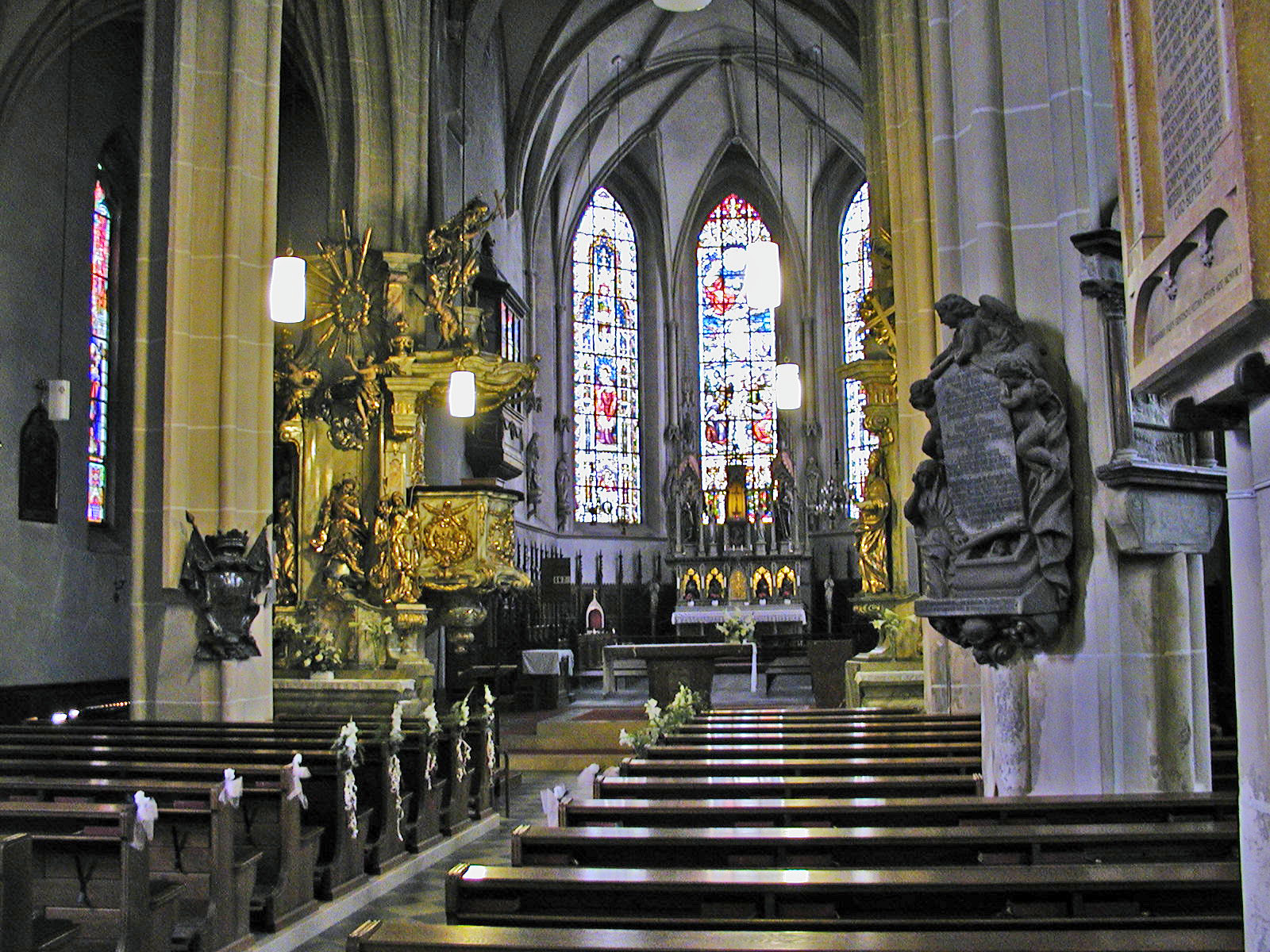
Церква Святого Стефана. 2003 р.